# Операция «Тигр 94»
Операция «Тигр 94» (серб. Операција Тигар 94) или «Тигр-Свобода-94» (босн. Operacija Tigar-sloboda 94) — военная операция 1994 года, в ходе которой Пятый корпус Армии Боснии и Герцеговины под командованием Атифа Дудаковича ввёл в заблуждение вооружённые силы непризнанной Автономной области Западная Босния и нанёс им мощное поражение. В результате операции территория автономии подверглась непродолжительной оккупации, а её глава Фикрет Абдич бежал в Республику Сербская Краина, также как и большинство мирного населения АОЗБ. Фикрет Абдич был позднее обвинён в преступлениях против мирного боснийского населения и приговорён к 20 годам заключения.

## Предыстория
В начале 1990-х годов образовался мусульманский анклав удерживаемого силами боснийского правительства под руководством Атифа Дудаковича. Анклаву повезло, что даже имея часть хорватского населения на юго-западе, удалось избежать междоусобной борьбы между некогда союзными силами Хорватского Совета Обороны  и правительственных сил Боснии, что было бичом для центральной Боснии.
Кроме того, мусульманская автономия на западе Боснии представляла собой очень важную линию обороны Республики Сербская Краина и Республики Сербской. Для ликвидации автономии боснийские мусульмане в начале 1994 года предприняли наступление против сил Народной Обороны Западной Боснии. К июню они уже окружили с трёх сторон Печиград — небольшой, но значимый городок на пути к столице АОЗБ, Великой Кладуши. Однако 4-я бригада Народной Обороны сумела блокировать дальнейшее продвижение врага. В это время Атиф Дудакович разработал план по отвлечению сил автономистов на севере, чтобы иметь возможность перерезать подходы к городу с единственной свободной стороны.

## Ход операции
7 июля боснийские и западные СМИ сообщили о захвате террористами французских миротворцев на их базе в Бихаче. В сообщении говорилось, что «голубым каскам» блокировали выход в город ради их же безопасности. Позднее в этот же день новостное агентство АОЗБ сообщило о начавшемся мятеже в рядах Пятого корпуса Армии Боснии и Герцеговины: якобы солдаты противника не желают воевать против братьев-единоверцев.
9 июля блокированные миротворцы передали, что слышат в районе Бихача интенсивную перестрелку и взрывы, однако не могут разведать обстановку. Чтобы помочь восставшим, подразделения Народной Обороны попытались перейти в наступление на линии Кривая-Чаичи. Войска Республики Сербская Краина оказали им артиллерийскую поддержку, также они отправили им в помощь грузовик с оружием при сопровождении офицеров контрразведки.
10 июля командующий Пятым корпусом Атиф Дудакович неожиданно заявил, что весь «мятеж» представлял собой тщательно спланированную операцию, призванную ввести противника в заблуждение. На самом деле, французы были блокированы с целью избежать выявления обмана раньше времени. А стрельба и взрывы велись по воображаемому противнику в районе села Изачич, в 10 км к северу от Бихача, солдатами 7-й бригады Пятого корпуса. Они якобы откололись от командования и, выйдя на связь с автономистами, запросили у них поддержку. Для большей реалистичности они сжигали автомобильные шины, создавая обстановку сильного боестолкновения.
В результате прибывший к «мятежникам» грузовик, в котором содержалось 3000 единиц стрелкового оружия и 200 000 патронов, а также гранаты, мины и иное оружие, был захвачен Пятым корпусом. Сопровождавшие его офицеры были убиты или взяты в плен (лишь одному удалось бежать). Помимо этого, по итогам операции были выявлены реальные сторонники Фикрета Абдича в рядах Армии Боснии и Герцеговины, которых немедленно арестовали.

## Последствия
Успешная операция стала большой моральной победой мусульман. В начале августа Пятый корпус вновь приступил к штурму Печиграда и ворвался в город 4-го числа. Командный бункер автономистов был уничтожен, погибли все военачальники, включая командира 4-й бригады Невзада Дьерича. После его гибели в плен сдались около 800 солдат.
Вслед за падением Печиграда рухнула вся линия обороны автономистов, разваливалась и армия АОЗБ. К середине августа в составе Народной обороны остались две неполные бригады, отступившие к Великой Кладуши. В этих условиях Абдич предложил мусульманам перемирие, но те настаивали только на безоговорочной капитуляции. 21 августа, когда мусульмане вошли в Велику Кладушу, город был пуст, так как все жители с остатками армии и главой автономии ушли на территорию Республики Сербская Краина.
На слушаниях по делу Милошевича 12 января 2005 года французский военный врач Патрик Баррио заявил, что в результате нападения Пятого корпуса на Велику Кладушу летом 1994 года в Республику Сербская Краина бежало до 40 000 мусульман:
Эти 40 000 мусульман были изгнаны в краинские области, и они были приняты в двух лагерях, которые я лично посетил вместе с сотрудниками УВКБ ООН. Бертран Дюпаскьер был ответственным должностным лицом в тот момент. Люди были размещены в лагерях Батнога и Туран, где о них заботилось с большой гуманностью местное население Краины. Местные жители кормили их, а также организовывали медицинский уход за ранеными и больными, в случае необходимости оказывали помощь женщинам. Им была оказана помощь без какой-либо дискриминации.
В декабре 1994 года в ходе Операции «Паук» Фикрету Абдичу удалось восстановить автономию, которая просуществовала ещё около полугода.

## Видео
- Operacija Tigar 94 Архивная копия от 11 октября 2016 на Wayback Machine (на сербскохорватском языке)